# Махновец, Владимир Петрович
Владимир Петрович Махновец (псевдонимы: Акимов, Бахарев, 7 сентября 1872, Новый Оскол, Курская губерния — 15 ноября 1921, Москва) — деятель русского революционного движения, публицист. Один из редакторов женевского «Рабочего дела». Делегат II съезда Российской социал-демократической рабочей партии (1903), член Петербургского совета рабочих депутатов (1905), делегат IV съезда Российской социал-демократической рабочей партии (1906).

## Биография
Отец — Пётр Степанович Махновец  (1842—1896), врач.  Петр Степанович учился на медицинском факультете Варшавской Главной школы. В 1863 году он и его старший брат — Франц Степанович — были отчислены и сосланы в Оренбургскую губернию как неблагонадежные. По ходатайству к губернатору им было дозволено продолжить обучение в Казанском университете, который они и закончили.
Мать — Серафима Николаевна, урождённая Хвостова (1850—1945).  В семье было 13 детей, но до совершеннолетия дожили только семеро.
Владимир окончил Воронежское реальное училище (1891). Учился в Петербургском технологическом институте (1891—1893), на юридическом факультете Петербургского университета (1895—1897).
С начала 1890-х годов вел народовольческую пропаганду в Воронеже. В Санкт-Петербурге участвовал в создании группы «Новых народовольцев». 21 марта 1897 года его арестовали и заключили в одиночную камеру Трубецкого бастиона Петропавловской крепости. После заключения Махновца высылают в Восточную Сибирь, но в сентябре 1898 года он бежит за границу.
В 1898 году за границей перешёл на позиции марксизма, вошёл в «Союз русских социал-демократов за границей» и стал одним из его руководителей, принимал участие в редактировании издававшегося Союзом журнала «Рабочее дело». Однако Махновец не стал ортодоксальным марксистом, а под влиянием идей Эдуарда Бернштейна примкнул к «экономизму».
Делегат II съезда РСДРП (1903) от «Союза русских социал-демократов за границей», был главным оппонентом В. И. Ленина, внёс 21 поправку в проект программы партии, в частности возражал против включения в программу требования диктатуры пролетариата, ссылаясь на то, что в программах западноевропейских социал-демократических партий пункт о диктатуре пролетариата отсутствует. Делегатом II съезда РСДРП от Петербургской рабочей организации была и его сестра Лидия Петровна, занимавшая такую же политическую позицию. Вместе с другим делегатом от «Союза русских социал-демократов за границей» А. С. Мартыновым В. П. Махновец покинул II съезд в знак протеста против того, что на нём «Заграничная лига русской революционной социал-демократии» была признана единственной заграничной организацией РСДРП.
В 1905 году на волне революции навсегда вернулся в Россию. Был членом Петербургского совета рабочих депутатов (1905). В 1906 делегат IV съезда Российской социал-демократической рабочей партии, выступил на нём против бойкота Государственной думы и призвал социал-демократов поддержать кадетов.
После Первой русской революции расстался с РСДРП, став одним из родоначальников кооперативного движения.
«Акимов отрицал всю ленинскую концепцию партии и организацию профессиональных революционеров. Он считал, что она вся проникнута вредным, антидемократическим, деспотическим духом.<...> Он утверждал, что, занимаясь почти исключительно политической агитацией, партия игнорирует вопросы культурного воспитания рабочих и многие, пусть мелкие, но важные экономические нужды народной массы. Вместо того, чтобы держать речи рабочим о свержении самодержавия, Махновец иной раз готов был превратиться в школьного учителя, когда видел, что в его кружке рабочие плохо читают и безграмотно пишут. <...> С Акимовым мне пришлось встретиться впервые в 1905 и потом видеться с ним в 1919-1920 г.г. после октябрьской революции. Он служил тогда в Звенигороде, недалеко от Москвы, и иногда приезжал ко мне. Узнав его поближе, я не мог не оценить и его обширных знаний и большую скромность. Конечно, у него было много чудачества, но это был кристальной честности человек, до мозга костей демократ, неутомимый общественный работник, без всякой позы, громких слов, проникнутый мыслью, что вся жизнь его до самого последнего дыханья должна служить общественному благу».

Владимир Акимов — вероятный автор русского текста польской рабочей песни «Красное знамя» («Czerwony sztandar»):
Слезами залит мир безбрежный,
Вся наша жизнь – тяжелый труд,
Но день настанет неизбежный,
Неумолимо грозный суд! <...> 
Долой тиранов! Прочь оковы,
Не нужно старых рабских пут!
Мы путь земле укажем новый,

Владыкой мира будет труд!
Сестры Владимира Петровича — Лидия (с племянниками — Николаем и Михаилом, детьми брата Илиодора), Людмила и Юлия — покинули Россию и жили впоследствии во Франции (после приезда во Францию в 1922 году отошли от политической активности), двое братьев — Владимир и Илидор остались в России.

## Семья
- Сёстры и брат:
  - Юлия (14 декабря 1869, Вятка — 1 сентября 1968 под Парижем; в замуж. Гавенис) — окончила воронежскую Мариинскую гимназию с золотой медалью, в 1893 г. поступила на Бестужевские курсы в Петербурге на историко-филологическое отделение, участвовала в революционном движении, четырежды арестовывалась (в 1902, 1903, 1905 и 1906 гг.), была сослана в Сибирь.[7] В эмиграции занималась литературной работой — писала стихи, рассказы, пьесы (Гроза надвигается» (1920), «За жизнь» (1926), «Вагнер — гениальные безумцы» (1935), статьи по искусству[8].  Ее муж — Гавенис Андрей Сильвестрович (1884—1973, Франция), конструктор гидропланов[9][10].
  - Лидия (псевдонимы: Брукнер, Брукнэр, Брукер, 18.01.1876, Воронеж — 28.10.1965, Франция), деятельница общественного движения. Окончила воронежскую Мариинскую гимназию (1895). Участница социал-демократического движения с середины 1890-х годов. Участвовала в воронежских революционных кружках вместе со своей сестрой Юлией. Состояла в воронежском комитете Российской социал-демократической рабочей партии[3][11]. Последние годы жила в доме престарелых Земгора.
  - Людмила (1874—1946). Окончила Варшавскую консерваторию по классу рояля. В эмиграции зарабатывала на жизнь массажисткой[9].
  - Илиодор (11.07.1878 — 20.01.1921). Его жена – Таисия Михайловна Крылова умерла в 1919 г. от туберкулеза, и двое их сыновей воспитывались в семье Лидии Петровны.

## Публикации
- Бахарев В. П. Как держать себя на допросах. — Женева, 1900, 1902.
- Бахарев В. П. О шифрах. — Женева, 1902.
- К вопросу о работах Второго съезда Российской социал-демократической рабочей партии. — Женева, 1904
- Владимир Акимов (Махновец) Очерк развития социал-демократии в России. — Санкт-Петербург, 1906.
  - Очерк развития социал-демократии в России. — Либроком, 2012. — 176 c. — ISBN 978-5-397-02278-1
    - «От издателя: … книга российского политического деятеля В. П. Акимова, в которой исследуется процесс зарождения и развития российской социал-демократической партии в конце XIX — начале XX века. На примере трех наиболее типичных центров рабочего движения — Вильны, Петербурга и Киева автор подробно рассматривает стадии развития социал-демократии в России: стадию кружковщины, стадию экономической агитации, стадию „так называемого экономизма“ и стадию политической борьбы. В работе также описывается борьба организационных принципов и выясняются корни разногласий участников социал-демократического движения».
- Vladimir Akimov on the dilemmas of Russian Marxism, 1895—1903: The Second Congress of the Russian Social Democratic Labour Party [and] A short history of the Social Democratic Movement in Russia; London, Cambridge U.P., 1969
- «К истории Второго съезда РСДРП». Минские годы. 1908. № 7.
- «Первое мая в России». Былое. 1906. № 10-12.
- В. П. Акимов-Махновец Валуйские события. (Написан в Женеве в 1906)